# Burkeïta
La burkeïta és un mineral de la classe dels sulfats. Rep el seu nom en honor de William Edmund Burke (1880-1960), enginyer químic i director d'investigació de la "American Potash and Chemical Corporation", qui va descobrir la sal sintètica l'any 1921.

## Característiques
La burkeïta és un sulfat de fórmula química Na₆(CO₃)(SO₄)₂. Cristal·litza en el sistema ortoròmbic. La seva duresa a l'escala de Mohs és 3,5.
Segons la classificació de Nickel-Strunz, la burkeïta pertany a «07.B - Sulfats (selenats, etc.) amb anions addicionals, sense H₂O, amb cations grans només» juntament amb els següents minerals: sulfohalita, galeïta, schairerita, kogarkoïta, caracolita, cesanita, aiolosita, hanksita, cannonita, lanarkita, grandreefita, itoïta, chiluïta, hectorfloresita, pseudograndreefita i sundiusita.

## Formació i jaciments
Es troba en estrats d'argila en dipòsits de sal lacustre. Va ser descoberta al llac Searles, al comtat de San Bernardino, Califòrnia (Estats Units), on sol trobar-se associada a altres minerals com: tiquita, trona, thenardita, sulfohalita, northupita, hanksita, halita, gaylussita, calcita i bòrax.